# Charm the Snake
"Charm the Snake" es una canción escrita y grabada por el cantautor estadounidense Christopher Cross . Fue coescrito por el productor Michael Omartian . Fue lanzado en 1985 como el sencillo principal de su tercer álbum, Every Turn of the World . El sencillo alcanzó el puesto número 68 en el Billboard Hot 100, la única canción del álbum que apareció en las listas.

## Personal
- Christopher Cross – voz, guitarras, SynthAxe
- Michael Omartian – teclados, sintetizadores, arreglos de instrumentos de viento
- Marcus Ryle – programación de sintetizadores
- Joe Chemay – bajo
- John Robinson – batería
- Chuck Findley – trompeta
- Jerry Hey – trompeta
- Gary Grant – trompeta
- Alexandra Brown – coros
- Lynn Davis – coros
- Vesta Williams – coros

## Gráficos
| Gráfico (1985) | Cima posición |
| -------------- | ------------- |
| 68             |               |